# Rio Tributo
Le rio Tributo (« Tribut » ou « Hommage ») est une rivière de l'État de Santa Catarina, au Brésil.
Affluent du rio Canoas et sous-affluent du rio Uruguay, il fait partie du bassin de la Plata.

## Géographie
Le rio Tributo conflue avec le rio Canoas sur le territoire de Correia Pinto.
Il prend sa source au sud de la ville de Correia Pinto qu'il traverse quelques kilomètres avant de se jeter dans le rio Canoas.